# Lieu historique national de la Bataille-de-la-Ristigouche
Le lieu historique national de la Bataille-de-la-Ristigouche est un musée et un centre d'interprétation historique appartenant à l'organisme fédéral Parcs Canada qui rappelle les événements entourant la bataille de la Ristigouche, une bataille navale qui a eu lieu en 1760 en Nouvelle-France dans le cadre de la guerre de Sept Ans. 

## Description

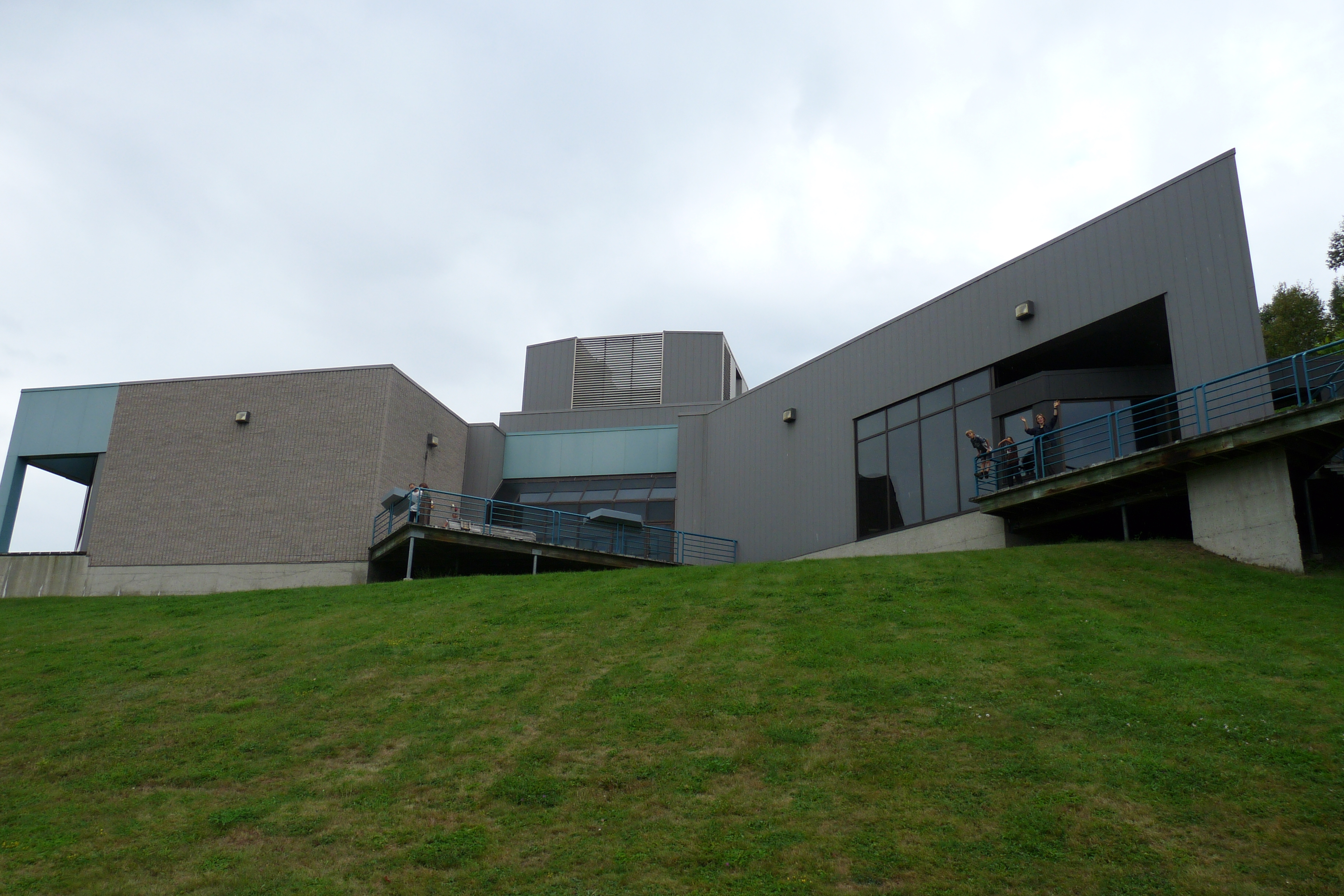
Le bâtiment du musée

Le lieu historique national de la Bataille-de-la-Ristigouche est situé à l'embouchure de la rivière Ristigouche, dans la municipalité de Pointe-à-la-Croix en Gaspésie.
Le centre d'interprétation expose un nombre important d'artefacts archéologiques prélevés sur la frégate Le Machault lors de fouilles sous-marines. Ce musée, construit selon les plans et devis de l'architecte rimouskois Firmin Lepage, a été inauguré en 1985.